# Анко
Анко, паста адзукі, солодка бобова паста — виварені з цукром або медом боби квасолі незграбної. Анко була винайдена в Китаї. Використовується в японській, китайській, корейській кухнях.

## Види
Сорт анко визначається консистенцією

### Китайська кухня
- Перетерта анко: адзукі варять з цукром і перетирають в пасту. Одержується м'яка субстанція з частинками квасолевої оболонки. Сила і ретельність перетирання залежать від бажаної консистенції пасти. Інколи в готову анко додають цілі варені з цукром боби. Перетерта анко — найпоширеніший вид в китайській кухні.
- М'яка анко: квасолю варять без цукру, перетирають і розводять до консистенції кашки. Потім повторно протирають, через сито, для видалення оболонки бобів, фільтрують через марлю. Хоча після фільтрації в анко можна додавати цукор і готувати з нею страви, зазвичай перед використанням в м'яку анко додають олію. Начинка в китайських солодощах готується із м'якої анко.

### Японська кухня
- Цубу ан (яп.粒餡}} — цілі боби, зварені з цукром.
- Цубусі ан (яп.潰し餡}} — розтерті варені з цукром боби.
- Косі ан (яп.漉し餡}} — фільтрована цубусі-ан; найбільш поширений вид.
- Сарасі ан (яп.晒し餡}} — висушена і потім відновлена з допомогою окропу.

## Етимологія
В японській мові для анко існують наступні назви: ан (яп.餡}}, анко (яп.餡子}}, огура (яп.小倉}. Точніше кажучи, слово ан може означати пасту з будь-яких бобів, хоча зазвичай йдеться про адзукі. Паста з інших видів зернобобових називається: шіроан (яп.白餡) паста з білої квасолі, куріан (яп.栗餡) каштанова.

## Використання

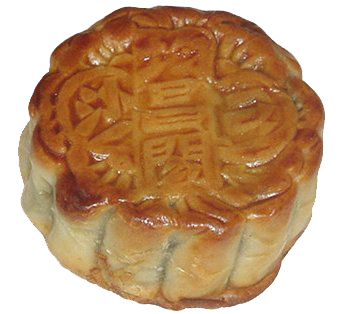
Китайський юебін

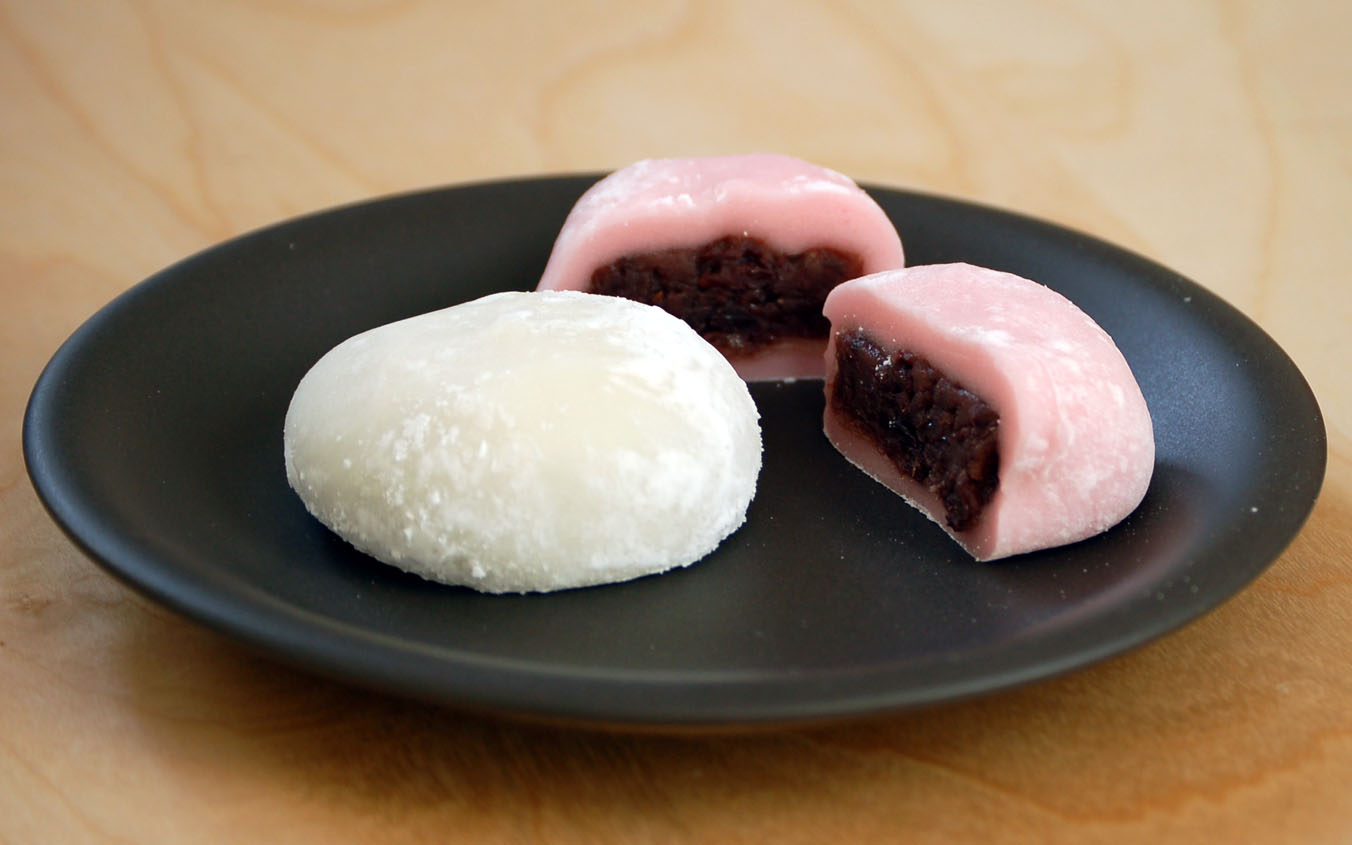
Дайфуку з начинкою із анко

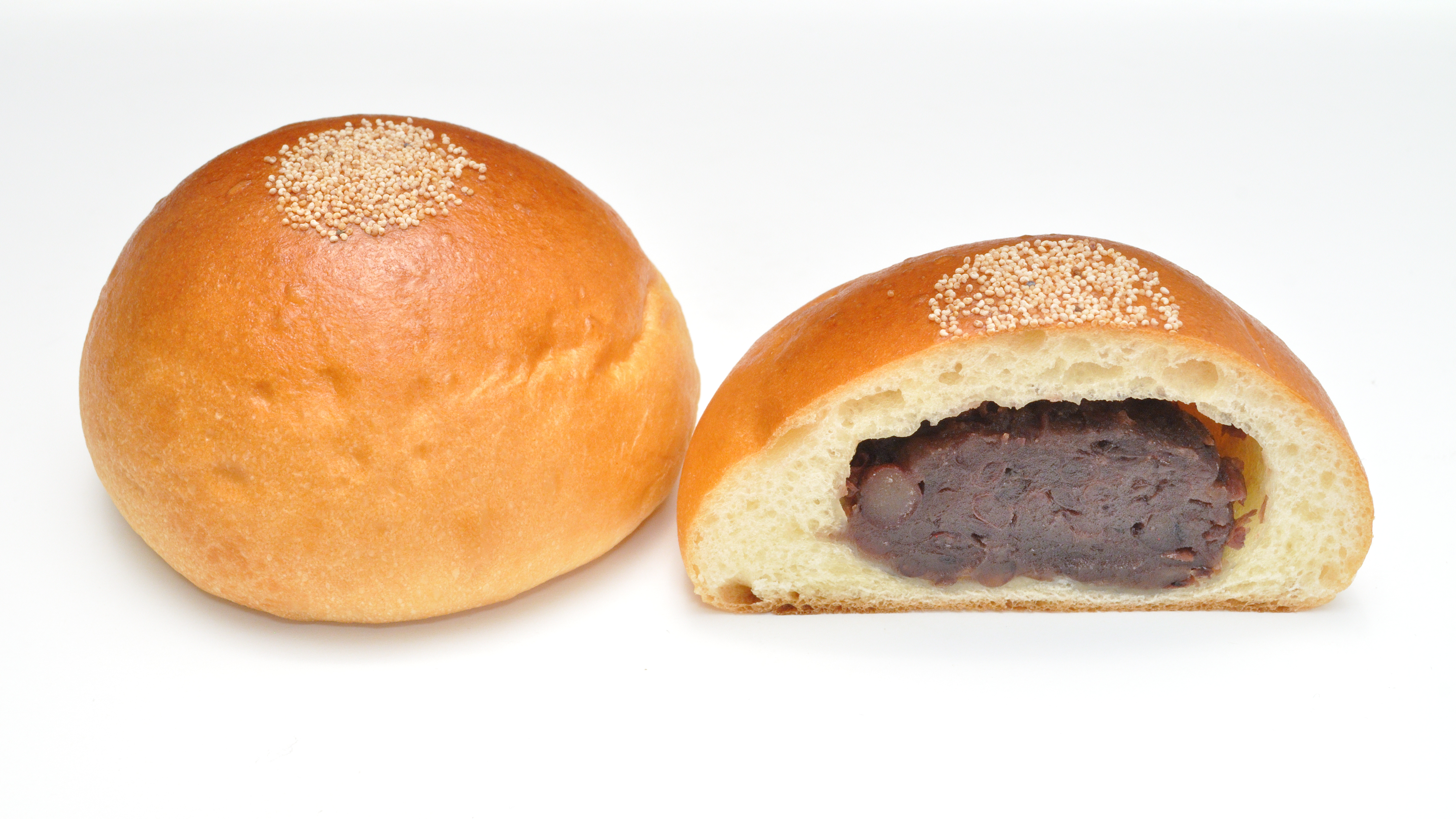
Ан-пан

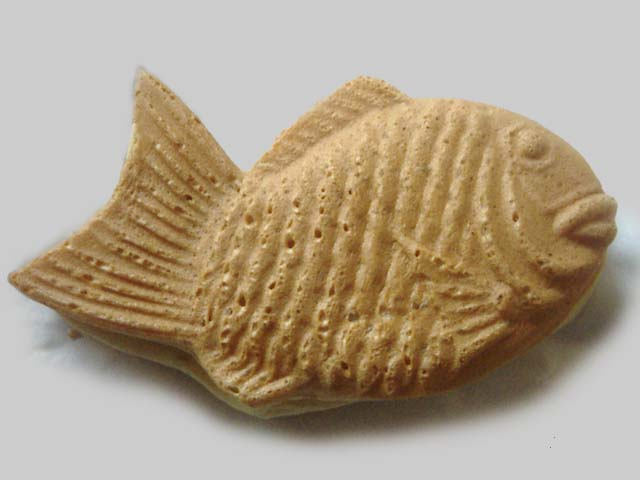
Японське таякі

### Китай
- Хундоутан 紅豆湯/紅豆沙 hóngdòutāng / hóngdòushā хундоутан / хундоуша — суп з рідкої анко. Часто готується з танюань і насінням лотоса.
- Танъюань 湯圓 yúan танъюань — галушки з рисової клейковини з солодкою начинкою.
- Цзунцзи 粽子 zòng zĭ цзунцзы — голубці з рисової клейковини та анко, загорнуті в бамбукове листя. Рис для цзунцзи готується особливим способом.
- Юе бін, або мункейк 月餅 yùe bíng юе бін — «пиріжок» з начинкою. Юебін роблять з розтертим насінням лотоса, анко і іншими начинками.
- Баоцзи 豆沙包 dòu shā bāo доушабао — пиріжки на парі.
- Хундоугао 红豆糕 hóng dòu gāo хундоугао

### Японія
- Амміцу — десерт з анко, агар-агара і шматочків фруктів, подається политий сиропом.
- Ан-пан — випічка, начинена анко.
- Дайфуку — моті з начинкою з анко.
- Данго — кульки з рисового борошна, часто зверху покриваються анко.
- Дораякі — два японських бісквіти, між якими знаходиться шар анко
- Мандзю — паровий пиріжок з начинкою з анко.
- Сіруко або дзендзай — солодкий суп з анко.
- Тайякі — печиво в формі рибки, начинене анко.
- Йокан — желе з анко.

### Корея

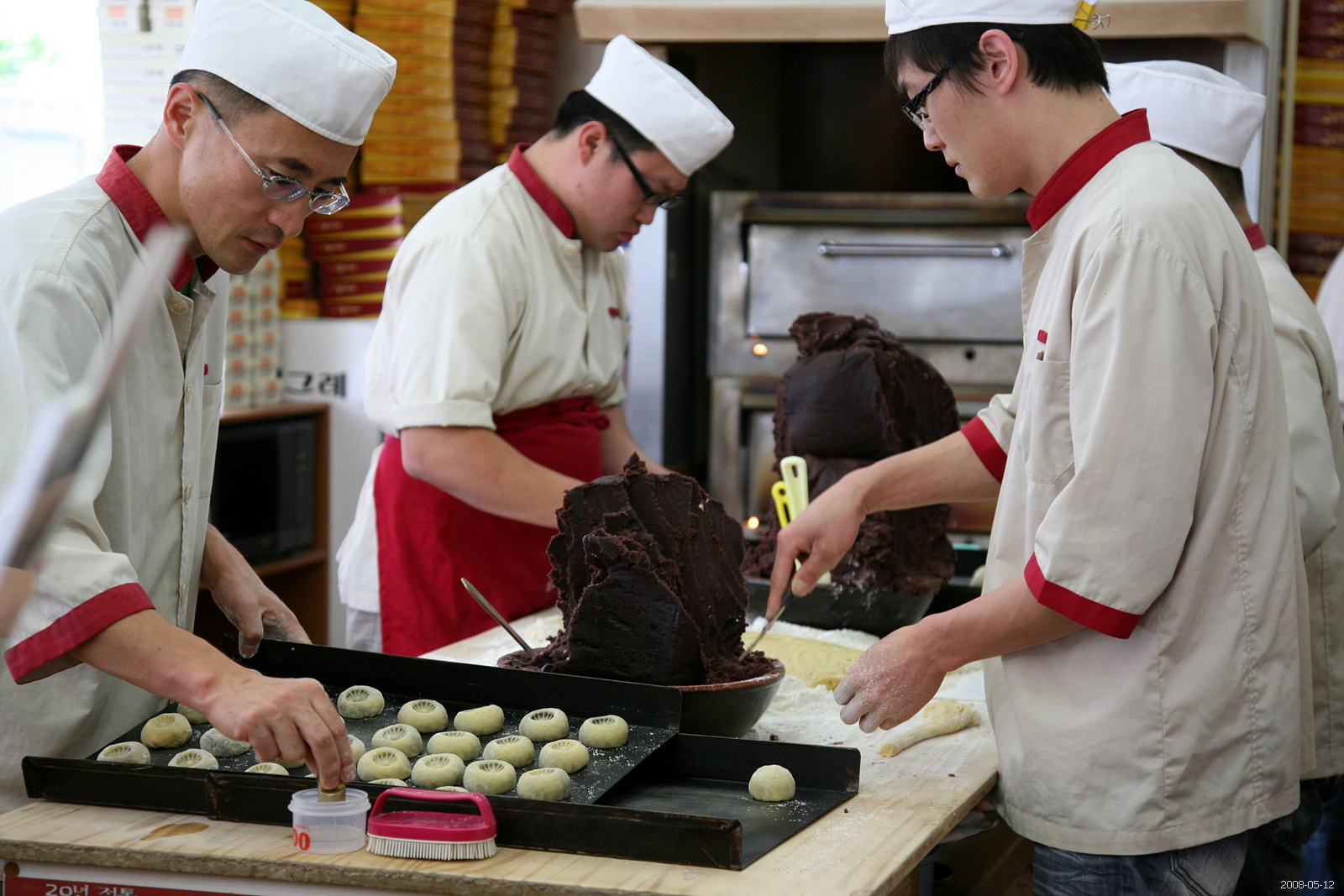
Приготування кьонджу

- Парам тток
- Пуноппан
- Чхальпоріппан — схожий на дораякі виріб з ячмінного тіста[1][2].
- Хоппан
- Кьонджу
- Пхатпінсу
- Пхаттанджа (팥단자)
- Пхатчук — суп
- Пхатток (팥떡) — тток з анко
  - Пхатт сірутток
- Сонпон, підвид ттока, корейських рисових пиріжків. Деякі види сонпона начиняють анко[3][4].

## Культурний вплив
- Персонаж аніме Наруто Анко Мітарасі отримала ім'я від назви своєї улюбленої страви, пасти анко і мітарасі данго.
- Мультиплікаційний герой Anpanman — це антропоморфний ан-пан.
- В класичній новелі Нацуме Сосекі Ваш покірний слуга кіт професор приохотився до анко; дружина професора звинувачує анко в провокуванні депресії в чоловіка і великих рахунків за їжу.
- Персонаж аніме «Tamako Market» Анко Кітасірікаву, яка народилась в сім'ї продавця моті, назвали так в честь анко.